# Grundslag
Grundslag i lawn-tennis är alla typer av slag en spelare utför sedan bollen studsat en gång på spelarens banhalva. I rullstolstennis får bollen studsa två gånger innan den returneras. De olika slagen utförs generellt som forehand eller backhand, oftast från bakplan eller i området runt baslinjen (för definitioner av benämningar på olika delar av tennisbanan, se artikeln tennis).

## Typer av grundslag i tennis

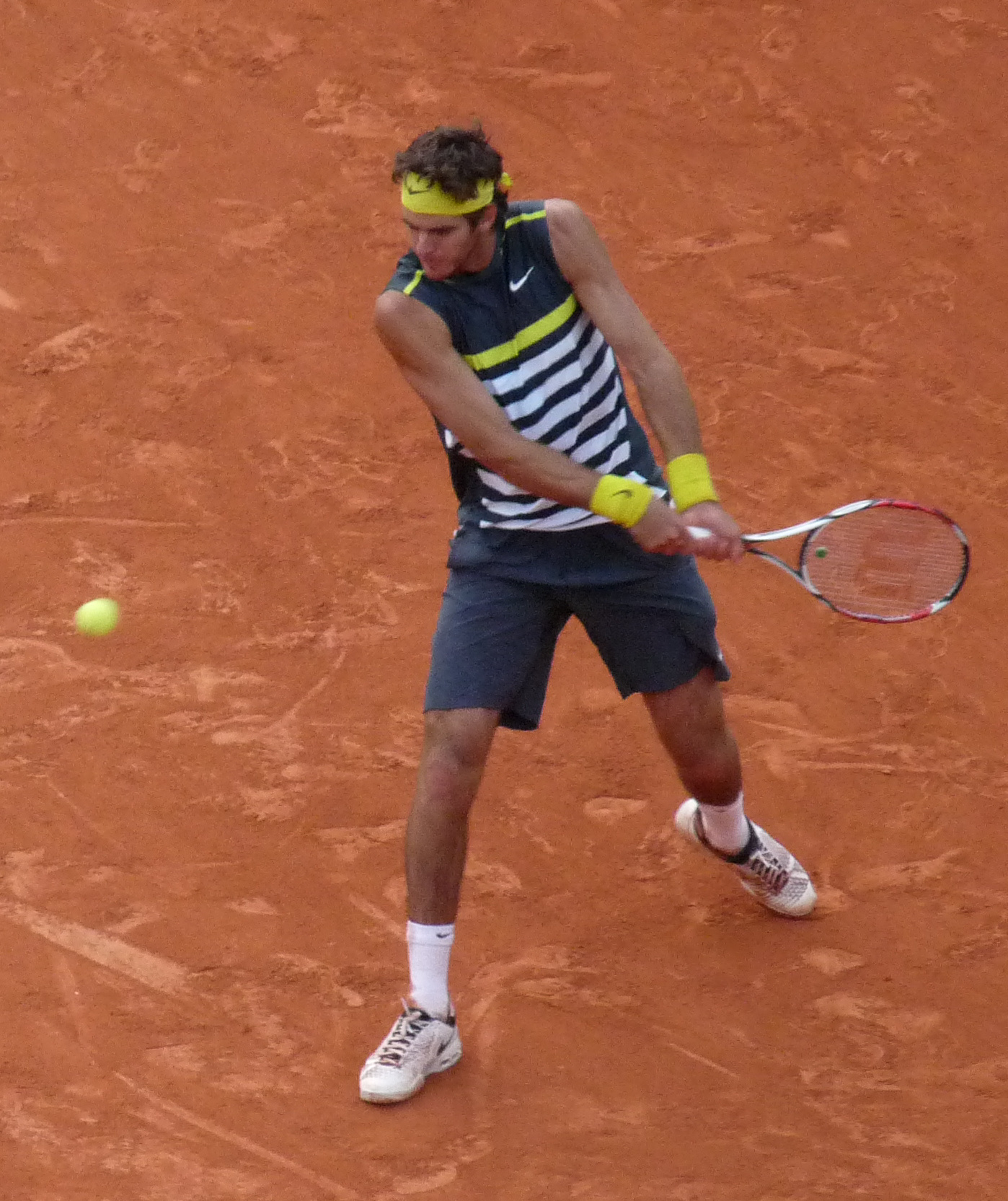
Juan Martín del Potro slår ett backhandslag.

Ett grundslag utförs oftast som en drive. Tennisbollen slås till hårt med tennisracketen, antingen med överskruv ("toppat" slag, på engelska topspin), oskruvat (platt) eller med underskruv (på engelska slice). Överskruv medger att bollen kan slås med större marginal över nätet än en oskruvad boll utan att riskera att bli för lång (se också nedan under baslinjespelare). Driven kan slås som en "crossboll" (på engelska cross-court), vilket innebär att bollen spelas diagonalt över banan, exempelvis från den ena banhalvans högra sida över nätet och till motståndarens högra banhalva. En drive kan också slås över nätet mer eller mindre parallellt med sidlinjerna, exempelvis som en "rak backhand". Både kraftigt vinklade slag och raka slag kan vara effektiva som passerslag om motståndaren attackerar vid nät.
Ett grundslag kan också utföras som ett slag från bakplan där bollen landar på motståndarens banhalva i omedelbar närhet av nätet med avsikten att denna inte skall hinna fram för att slå en retur. Slaget betecknas som stoppboll och slås ofta med kraftig underskruv. Studsen blir då mycket låg, bollen "stoppar", i idealfallet studsar bollen till och med tillbaka mot nätet. Den spanske spelaren Manuel Santana och den svenske spelaren Jan-Erik Lundqvist var kända för sina effektiva stoppbollar.
En annan typ av grundslag är halv-volley, där bollen spelas nära marken omedelbart efter studs. Detta svåra slag spelas ofta defensivt när spelaren är ur balans, men kan också slås offensivt och föregå en nätattack. Känd för sina utomordentliga halv-volleyslag var den amerikanska spelaren Doris Hart.
Lobb är ett grundslag som innebär att spelaren slår bollen i en båge över en motståndare som är placerad framme vid nätet. Om slaget lyckas tvingas motståndaren bort från nätet, om det misslyckas får istället motståndaren övertaget och kan utföra en smash. Offensiv överskruvad lobb är särskilt effektiv, eftersom den "skjuter" fart efter studs och blir mycket svår att hinna upp för motståndaren. Mats Wilander använde ofta offensiv lobb.      

### Baslinjespelare
En tennisspelare som huvudsakligen baserar sitt spel på grundslag kallas för baslinjespelare. I modern tennis används ofta grundslag med kraftig överskruv som ger bollen rotation i flygriktningen. Bollbanan blir på grund av överskruven kortare än vid oskruvade slag och bollen sjunker brantare ner mot banan. Studsen blir högre än vid raka slag.  Överskruv är särskilt effektiv på grus men mindre effektiv på gräsunderlag. På gräs studsar en oskruvad boll normalt lägre än på grus vilket medför att många tennisspelare har problem att slå effektiva grundslag på gräs. En överskruvad boll studsar högre också på gräsunderlag vilket snarast underlättar för motståndaren att slå effektiva returer. I stället föredrar många spelare som exempelvis Amélie Mauresmo att vid grässpel slå underskruvade (slice) bollar som flyger långt men studsar lågt.
Man särskiljer två typer av baslinjespelare på elitnivå. Den första kallas på engelska counterpuncher (svensk beteckning? = gnetare eller ballongbollare) där spelet karakteriseras av omsorgsfullt slagna, ofta defensiva, grundslag från bakplan med inslag av vinnande passerslag och lobbar, men endast få direkt "dödande" slag. Spelarna är som regel mycket snabba och spelar med stor uthållighet. Bland sådana spelare räknas Björn Borg, Michael Chang och Amanda Coetzer. I takt med den tekniska utvecklingen av tennisracketar och spelteknik har en annan typ av spel blivit vanligare, nämligen offensivt baslinjespel, där grundslagen inte bara är defensiva och välriktade, utan ofta slagna med stor kraft som potentiella vinnarslag. Spelarna har ofta specialiserat sig på någon typ av "förödande" slag från forehand- eller backhandsidan. Spelstrategien har i viss omfattning ersatt den tidigare vanliga serve-volley- taktiken. Exempel på offensiva baslinjespelare är Steffi Graf, Jelena Dementieva, Monica Seles och Jim Courier.

Se mer om baslinjespel i artikeln tennis, avsnitt om spelstrategier.